# Alessandro Alvisi
Alessandro Alvisi, född 12 februari 1887 i Vicenza, död 9 maj 1951 i Neapel, var en italiensk ryttare.
Alvisi blev olympisk bronsmedaljör i hoppning vid sommarspelen 1920 i Antwerpen.